# Музей образотворчих мистецтв Нансі
48°41′36″ пн. ш. 6°10′56″ сх. д. / 48.69346° пн. ш. 6.18234° сх. д.
Музей образотворчого мистецтва Нансі (фр. Musée des Beaux-Arts de Nancy) — художній музей, розташований в Нансі. Один із найстаріших музеїв Франції, розташований на центральній площі Нансі Плас-Станіслас, у самому серці міського ансамблю XVIII століття. Об'єкт світової спадщини ЮНЕСКО. У музеї представлено велику колекцію європейського живопису, окрема галерея присвячена Жану Пруве та Домській кришталевій фабриці.

## Історія
Музей образотворчих мистецтв Нансі — один із найстаріших у Франції, заснований у революційний період. Перші музейні колекції були створені на основі конфіскованої власності духовенства та аристократії, що втекли з Франції під час революції.
За часів Першої імперії, з підписанням мирного договору між Францією та Австрією в Люневілі в 1801 році, Наполеон I привіз 30 картин із Центрального музею (нині Лувр) до Лотарингії. Таким чином, у музей Нансі надійшла велика збірка французьких картин 17 та 18 століть. Того ж року до музею, як і до 15 інших музеїв Франції, перевозяться твори мистецтва відповідно до указу Шапталя. Ці картини походять з конфіскованих французьких колекцій чи наполеонівських завоювань Італії. Серед перших робіт, які сформували колекції Музею образотворчих мистецтв у Нансі, були зокрема замовлені герцогською родиною Лотарінгії.
- « Благовіщення» Караваджо (1608)[4] ;
- копія знаменитої картини Паоло Веронезе «Шлюб у Кані Галілейській» намальована Клодом Шарлем у 1702 році для Церкви кордельєрів у Нансі.

Музей за свою ранню історію декілька разів змінював розташування. 18 травня 1825 року музей було переведено до ратуші Нансі, де він перебував до 1936 року. 1936 року він переїхав до павільйону, який досі займає на Плас-Станіслас у колишньому Королівському медичному коледжі, до якого пізніше було зроблено прибудову.

Музей в 1896 році в Ратуші Нансі
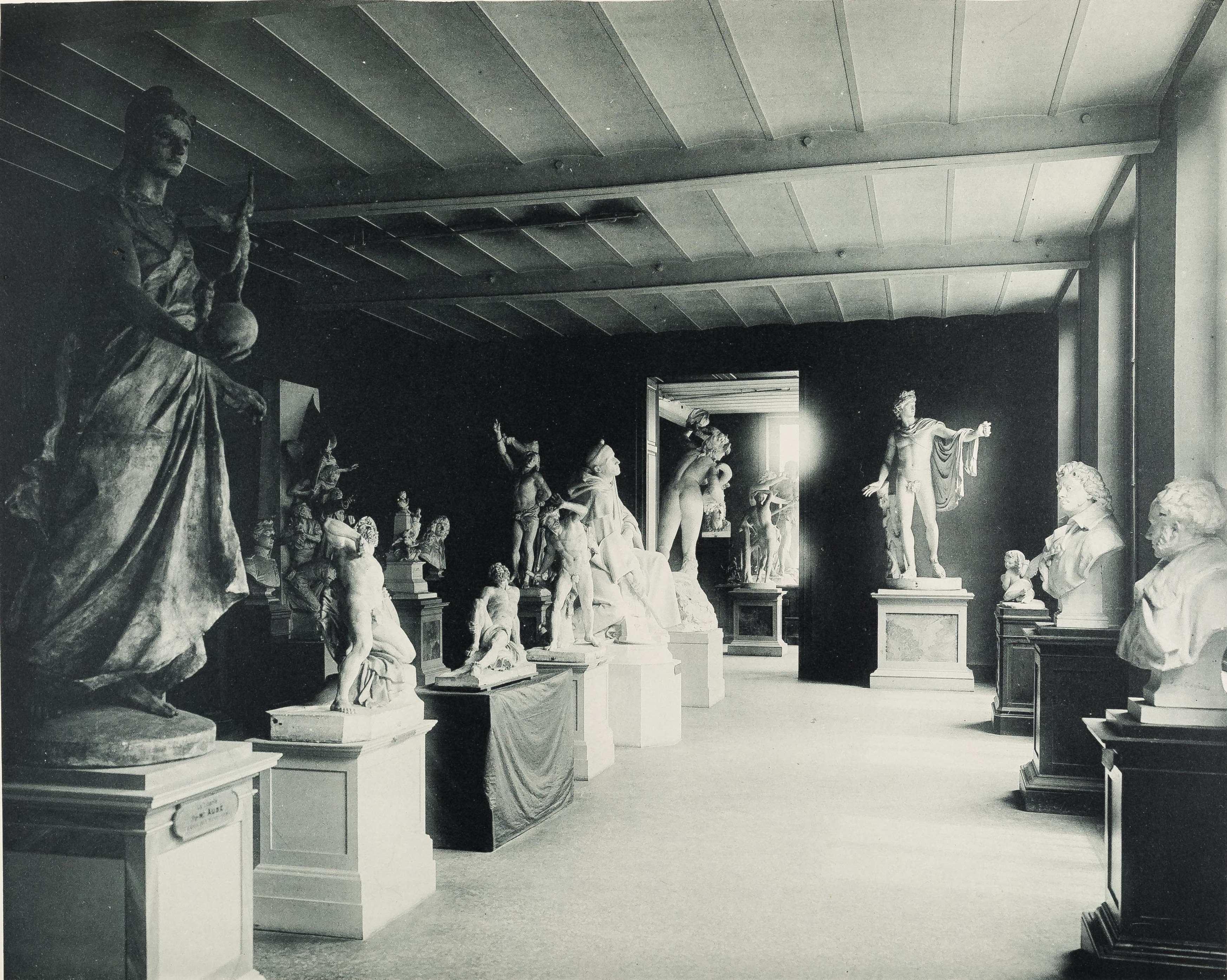
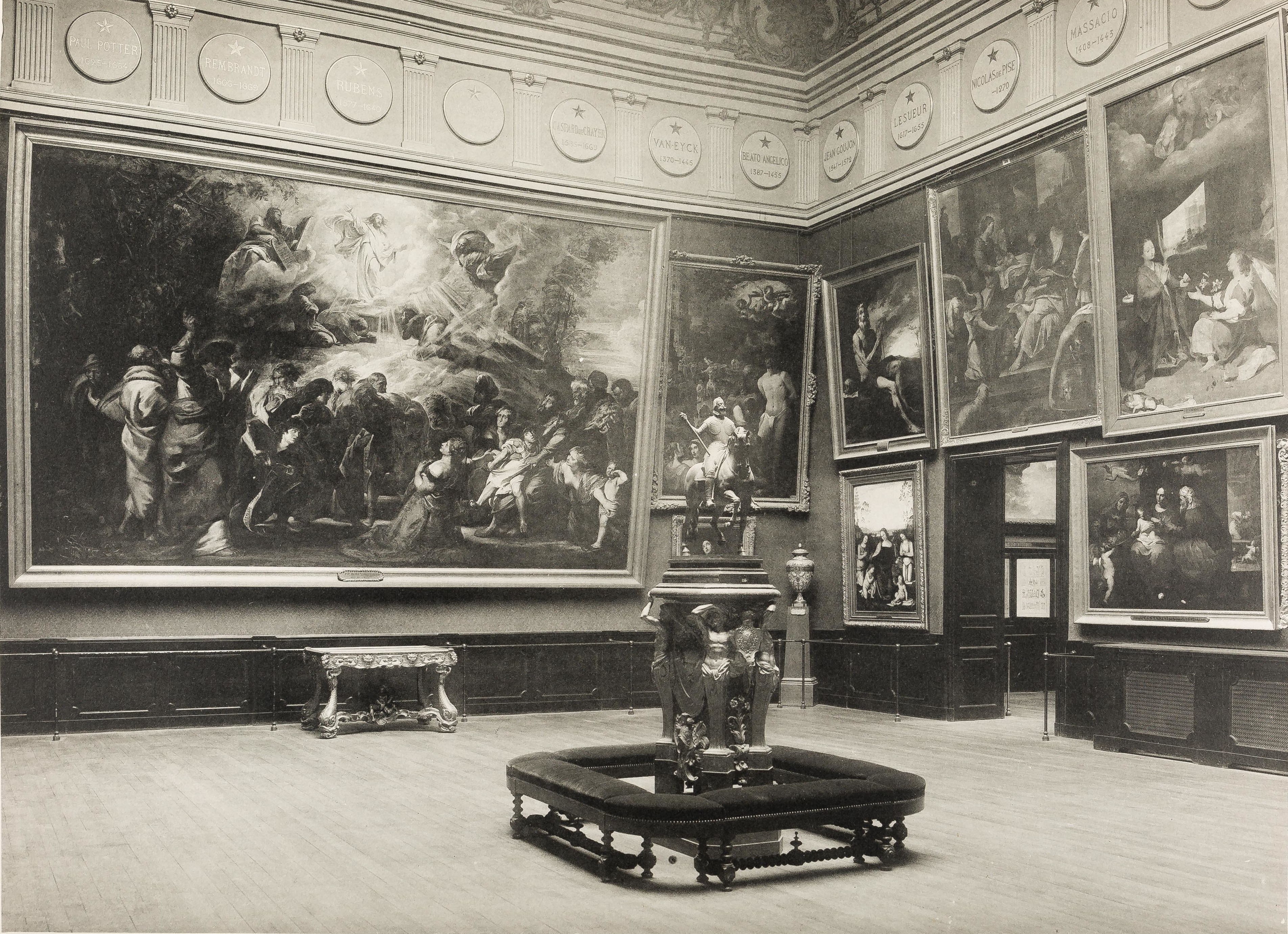

## Будівля музею
Будівля, в якій музей розміщується з 1936 року, входить до ансамблю, який в середині XVIII століття спроєктував архітектор Еммануель Ере де Корні, він працював при дворі герцога Лотарингії Станіслава Лещинського. Головний фасад виконано у класичному стилі у комплексі, внесеному до списку Світової спадщини ЮНЕСКО. Павільйон побудовано на старих укріпленнях Нансі, зокрема на бастіоні Осонвіль XV століття, фундамент якого відкрито зараз для відвідувачів у підвальному поверсі музею.
1936 року будівлю модернізували і розширили архітектори брати Жак і Мішель Андре. Архітектори запропонували флігель як продовження павільйону XVIII століття двох рівнях. Важливим елементом їхнього проєкту став фасад із боку саду. Сходи у вигляді подвійної спіралі в стилі ар-деко, повністю виконані з бетону, є ще однією особливістю прибудови.
У лютому 1999 було відкрито нове сучасне крило, яке спроєктувало агентство Лорана Бодуена. Це подвоїло виставкову площу музею, з'явився зал для глядачів. 2001 року була створена галерея графіки для нової колекції з понад 15 тис. експонатів, які передав музею історик та колекціонер французького мистецтва Жак Тюїєр (1928—2011), яка має ім'я Жака та Гая Тюїєрів.
У 2000 році швейцарський художник Феліче Варіні створив всередині музею інсталяцію «Помаранчевий еліпс, вирізаний сімома дисками», анаморфоз, видимий з кількох поверхів. 2002 року була встановлена конструкція «На згадку про Ламур», твір авторства французького скульптора Франсуа Морелле. Цей твір, який можна бачити зі Плас-Станіслас, є великим горизонтальним білим прямокутником з неоновими вогнями в кожному кутку і жовтими фіґлями на кутах, що нагадують фіґлі на металевих воротах Плас-Станіслас, які створив Жан Ламур у XVIII столітті.

Підземний рівень музею (-1) займає галерея, присвячена скляному заводу Дома, а також графіці та азійському мистецтву. Велика колекція живопису виставлена в головному павільйоні XVIII століття в хронологічному порядку.

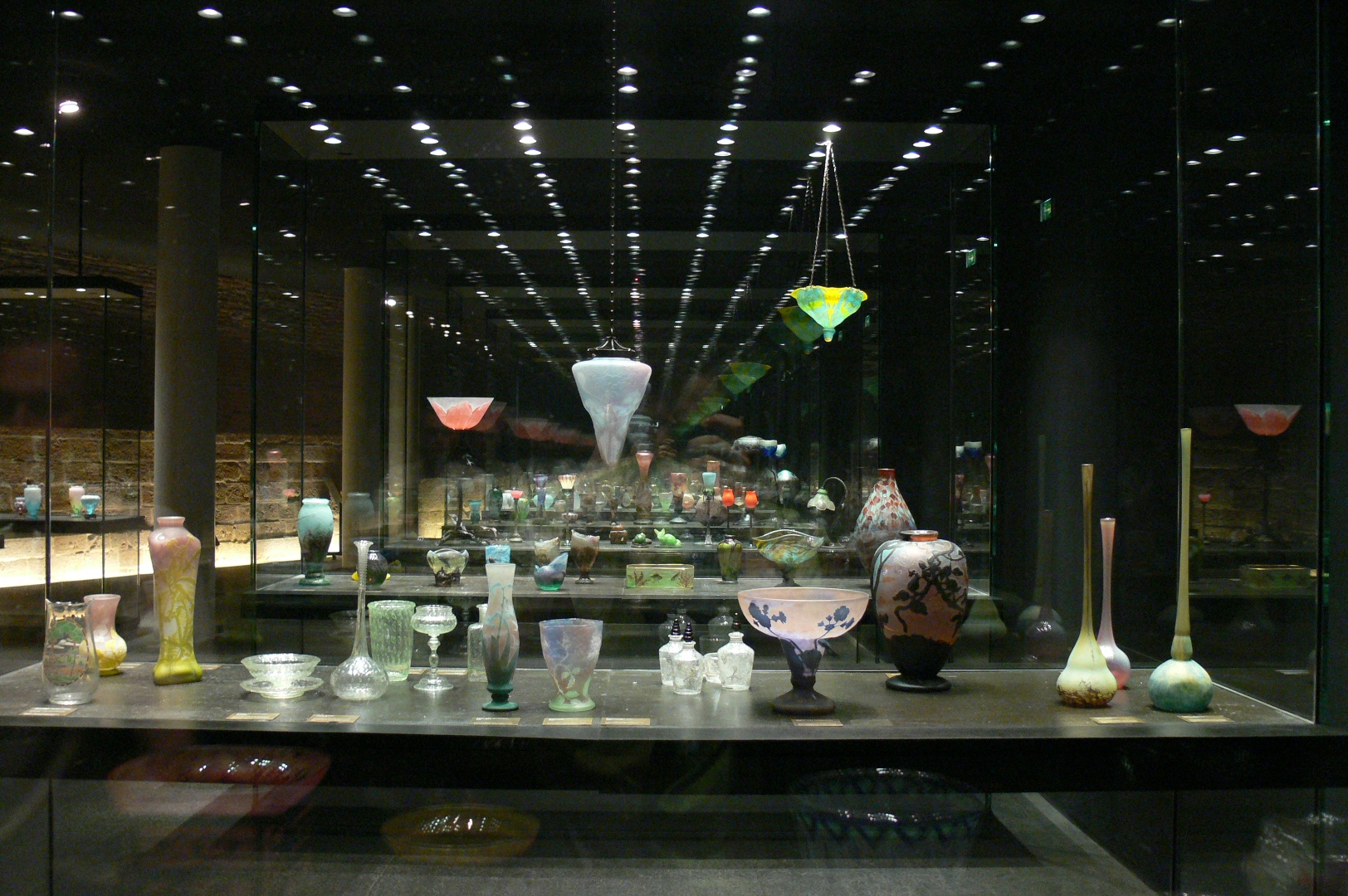
Колекція кришталю Будинку (заснований у XV столітті).
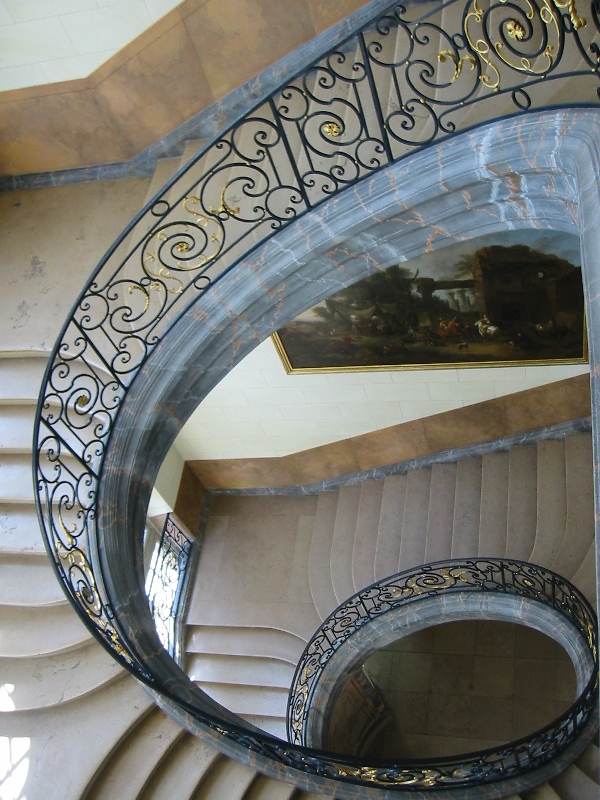
Сходи музею з поручнями Жана Лямура
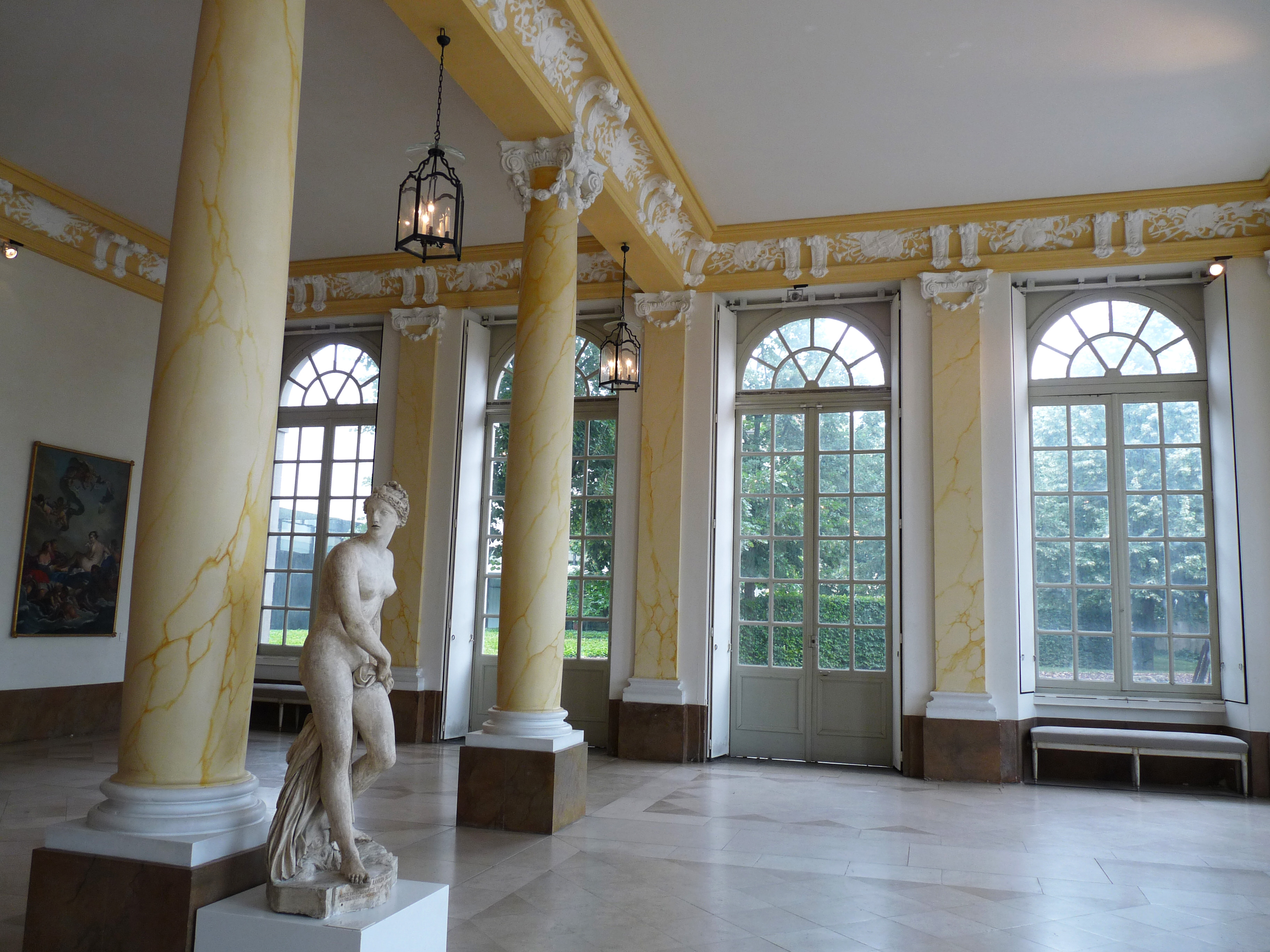
Перистиль музею (XVIII століття)
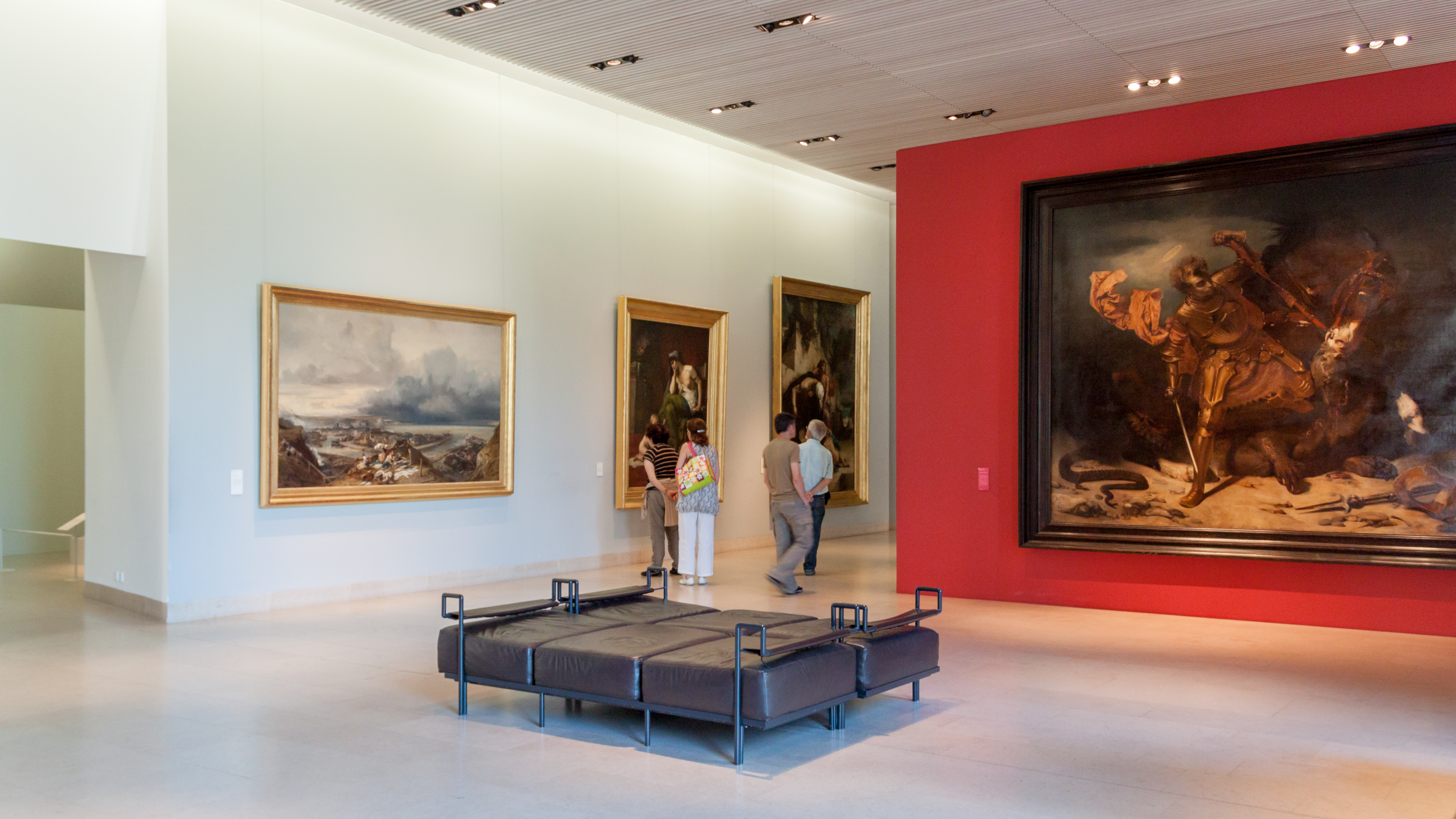
Додаткова галерея Лорана Бодуена
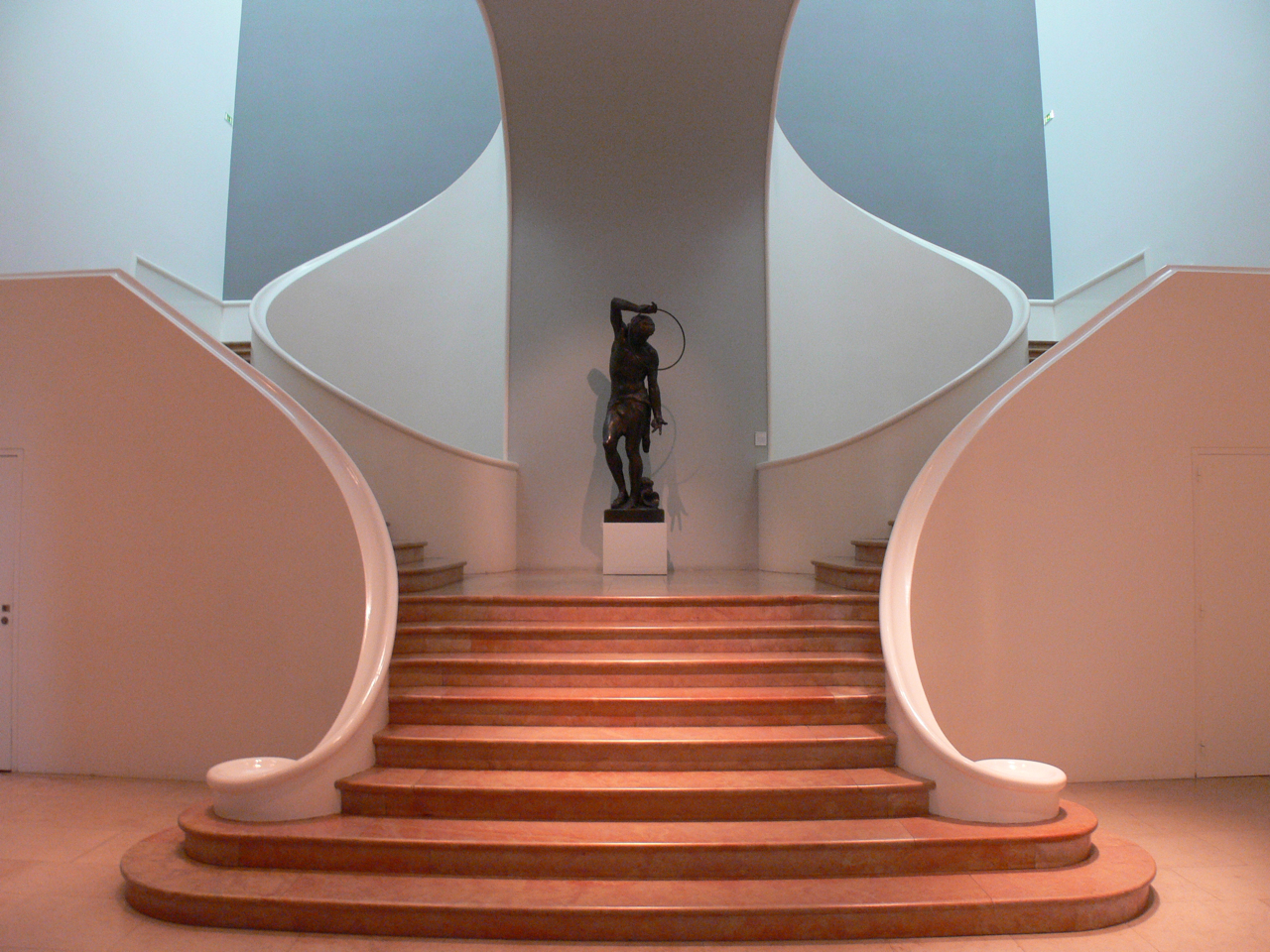
Музейні сходи 1936 року